# Taphozous perforatus
Taphozous perforatus là một loài động vật có vú trong họ Dơi bao, bộ Dơi. Loài này được E. Geoffroy mô tả năm 1818.
Loài dơi này được tìm thấy ở Bénin, Botswana, Burkina Faso, Cộng hòa Dân chủ Congo, Djibouti, Ai Cập, Ethiopia, Gambia, Ghana, Guinea-Bissau, Ấn Độ, Iran, Kenya, Mali, Mauritanie, Niger, Nigeria, Pakistan, Ả Rập Xê Út, Sénégal, Somalia, Sudan, Tanzania, Uganda, và Zimbabwe.
Môi trường sinh sống tự nhiên của chúng là xa vẳn khô.
Thể phân lập MERS-CoV từ bệnh nhân được xác định đầu tiên đã được tìm thấy trong một cá thể dơi loài này gần nhà của nạn nhân ở Ả Rập Xê Út. Người ta nhận thấy thể phân lập trong một viên phân loài dơi này phù hợp 100% với nạn nhân dịch MERS-CoV ở Luân Đôn. 